# Power of the Universe
Albums de Nightmare
Waiting for the Twilight
(1984) Cosmovision
(2001)
Power of the Universe est le second album studio du groupe Français Nightmare sorti en 1985.

## Titres
1. Running For The Deal - 4:32
2. Diamond Crown - 3:54
3. Prowler In The Night - 4:46
4. Power Of The Universe - 4:13
5. Let’s Go (Out Of Jail) - 3:25
6. Judgement Day - 4:43
7. Princess Of The Rising Sun - 3:33
8. Invisible World - 6:18

## Membres
- Jean Marie Boix: Chants
- Nicolas De Dominicis: Guitares
- Jeannot Strippoli: Guitares
- Yves Campion: Basse
- Jo Amore: Batterie

et
- Darry Johnston: Conception de l'album, producteur et mixage.